# جيرهارد شرايبر
جيرهارد شرايبر (بالألمانية: Gerhard Schreiber)‏ هو مؤرخ عسكري ألماني، ولد في 1940 في تبلا ‏ في التشيك، وتوفي في 17 مايو 2017.